# 泰涅亚的库洛斯

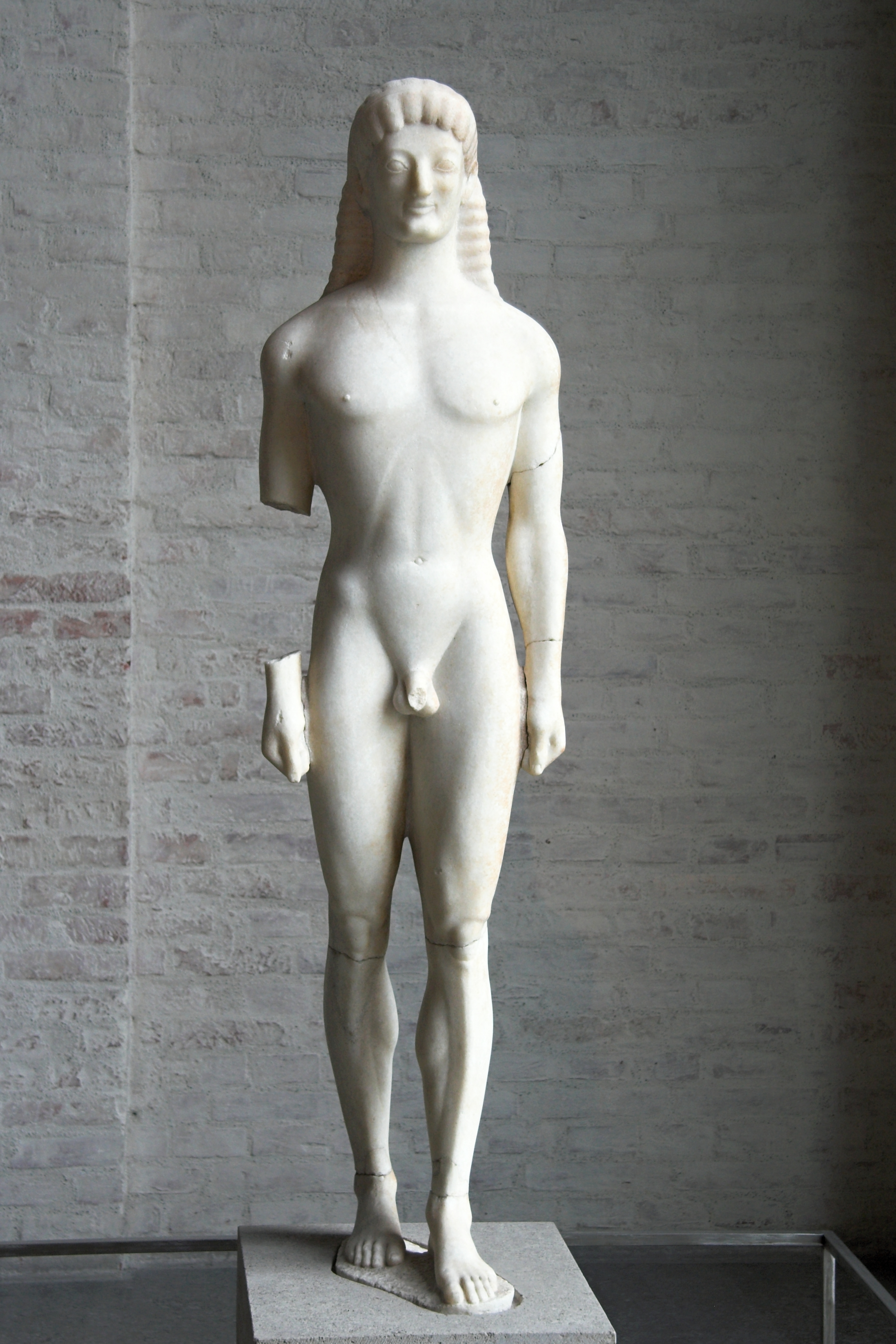
泰涅亚的库洛斯

来自泰涅亚的年轻人的坟墓雕像，被称为泰涅亚的库洛斯（以前叫做泰涅亚的阿波罗），现在收藏于德国慕尼黑的古代雕塑展览馆 。 
这尊古老的帕里安大理石雕像于公元前 560 年左右在伯罗奔尼撒半岛东北部制作完成。 于 1846 年在古科林斯以南约 20 公里处的古泰涅亚遗址被发现。 这尊雕像于1853年被慕尼黑的古代雕塑展览馆收购。 